# George Simion
George-Nicolae Simion (Foksány, 1986. szeptember 21. –) román szélsőjobboldali politikus és civil aktivista. A Románok Egyesüléséért Szövetség (AUR) elnöke, amely 2024 óta a második legnagyobb párt a parlament mindkét házában. Indul a 2025-ös romániai elnökválasztáson, bejutott a 2. fordulóba.
Simion a Gheorghe Lazăr Nemzeti Főiskolán, a Bukaresti Egyetemen és az Alexandru Ioan Cuza Egyetemen tanult, utóbbin szerzett történelem mesterképzést. Tanulmányai után kampányolni kezdett Moldova és Románia egyesítéséért, azóta jelentős egyesületeket és rendezvényeket hozott létre és szervezett erre a célra, mint az Action 2012, a Szövetség a Centenáriumért és a Centenáriumi Menet, számos moldovai jogokat támogató tüntetésen is részt vett. Emiatt korábban több alkalommal is megtiltották számára Moldovába való beutazást, jelenleg pedig persona non grataként nem léphet be az országba.
Simion 2019-ben független jelöltként indult a romániai európai parlamenti választáson, amelyen 117 141 szavazatot szerzett. Ezt követően 2019 szeptemberében megalapította az AUR pártot, amelynek elnöke maga volt. Míg a párt kinyilvánított célja a román etnikum egységesítése, szélsőjobboldali irányultsággal vádolják. Az AUR a 2020-as parlamenti választásokon váratlanul magas, 9%-os szavazataránya után keltett nemzeti és nemzetközi figyelmet, amit 2024-ben 18%-os követett.
Simion több vitában is részt vett, nevezetesen az AUR két, az 1989-es romániai forradalom résztvevőit állítólag elnyomó volt katonatisztnek a román parlamentbe való bejutása, vagy az úzvölgyi katonai temetővel kapcsolatos 2019-es vitákban való részvétele miatt.

## A kezdetek, tanulmányai
Szülei közgazdászok voltak, apja a Román Fejlesztési Banknál dolgozott. 1995-ben, 9 évesen Simion részt vett Románia első McDonald's éttermének megnyitóján, amely eseményről később úgy gondolta, hogy formálta a nyugati kapitalizmusnak a posztkommunista román társadalomra gyakorolt hatásáról alkotott felfogását.
Középiskolai tanulmányait a bukaresti Gheorghe Lazăr Nemzeti Főiskolán végezte, ahol 2005-ben végzett. Simion ezután beiratkozott a Bukaresti Egyetem Gazdasági és Közigazgatási Karára, ahol 2008-ban szerzett alapdiplomát. További tanulmányokat folytatva a Moldva történelmi régiójában található Iași-i Alexandru Ioan Cuza Egyetemre járt, ahol 2010-ben történelemtudományból szerzett mesterfokozatot a „kommunizmus témája” témakörében. Simion egyetemi évei alatt aktívan részt vett a román történelmet és kultúrát népszerűsítő diákszervezetekben.

## Civil aktivizmus (2004-2019)
Simion 2004-ben a „Hősök nem halnak meg” feliratú transzparenst állított ki Temesváron a 15. romániai forradalom emlékünnepén, amely az 1989-es forradalmak részeként véget vetett a 42 éves kommunista uralomnak Romániában Nicolae Ceaușescu vezetésével. 2006-ban tüntetést szervezett Bukarestben a kisinyovi Gheorghe Asachi Román-Francia Gimnázium moldovai diákjai javára. Fiatalkorában más fiatalokkal együtt graffitivel festette a "Bessarábia Románia" címet a nagyobb közlekedési csomópontokban. Adevărul 2025-ben az első figyelemre méltó tiltakozásának nevezte, 2008. október 14-én Simiont Eckstein-Kovács Péter RMDSZ-es szenátor hívta meg a román parlamentbe. A látogatás során szóban megtámadta Șerban Nicolae szenátort, és azt mondta neki:
|  | „Te kommunista és neokommunista vagy. Te vagy Iliescu és a Securitate védelmezője [...] A nagybátyám meghalt a forradalomban, de a nagybátyád Iliescu, te pedig Iliescu lakája vagy” |
|  | – Simion Șerban Nicolae-nak, 2008. október 14 |

Simion először 2009-ben szerzett szélesebb körű nyilvánosságot, amikor az év március 3-án, Ion Iliescu (1990–1996, 2000–2004) volt elnök születésnapján gyertyákat gyújtott Iliescu háza előtt a forradalom és az 1990. júniusi Mineriad áldozataiért, és végül „bűnözőként” hivatkozva rendőrség. 2019 áprilisában Iliescut emberiesség elleni bűncselekmények vádjával vádolták meg az események során elkövetett cselekmények miatt, a per 2025-ig azonban megoldatlan maradt. 2011. április 17-én Simion megalapította az Action 2012 nevű civil szervezetek és civil egyesületek koalícióját, amely Moldova és Románia egyesítését támogatja. 2012-ben Bălțiben, Moldova második legnagyobb városában tiltakozást szervezett „Bălți románnak érzi magát” (Bălți simte românește) zászló alatt. 2014-ben Simion tiltakozást szervezett a román besszarábiaiak javára, miután egy román televíziós producer megsértette őket. Az Action 2012 részt vett a 2015–2016-os moldovai tiltakozásokon, amelyeket az váltott ki, hogy 2014-ben 1 milliárd dollár tűnt el a moldovai bankoktól. 2015 májusában a Migrációs és Menekültügyi Hivatal határozatával Simiont nemkívánatosnak nyilvánították a Moldovai Köztársaságban, és kiutasították az országból, mivel a Hírszerző és Biztonsági Szolgálat az ország stabilitását veszélyeztető potenciális veszélynek minősítette.
2017-ben Simion bírálta a román államot, amiért nem készített elég rendezvényt a Nagy egyesülés századik évfordulójának megünneplésére, ahogy azt más országok, például Lengyelország tették. Ezért megalapította a Szövetség a Centenáriumért Egyesületet, és bejelentette, hogy 2018-ra számos rendezvényt előkészítettek, köztük a romániai Gyulafehérvárból Moldova fővárosába, Kisinyovba tartó felvonulást.
A Centenáriumi Menetre 2018. július 1. és szeptember 1. között került sor, mintegy 1300 km-en keresztül, 11 szakaszban. A Simion által szervezett felvonulás az I. világháborúhoz, valamint az Erdéllyel és Moldovával való egyesüléshez kapcsolódó jelentős helyszínekre kívánt felhívni a figyelmet. A felvonulás július 1-jén kezdődött Gyulafehérváron, a koronázási székesegyház előtt, ahol Ferdinándot királlyá kiáltották ki. Szeptember 1-jén zárult a moldovai Kisinyovban. Egyik elsődleges célja Moldova Romániával való egyesülésének előmozdítása volt, és a résztvevők egymillió aláírást igyekeztek összegyűjteni a témában kiírt népszavazáshoz.
A moldovai hatóságok kezdetben megakadályozták a résztvevők határátlépését, de később engedélyezték nekik a belépést. A felvonulás egy nagy összejövetelben csúcsosodott ki Kisinyovban, ahol ezrek fogadták a résztvevőket a Nagy Nemzetgyűlés téren végső tiltakozásul. Simion azonban nem tudott részt venni az utolsó szakaszon Moldovában, mivel augusztus 28-án megtiltották az országba való belépést.

## Elnökválasztás

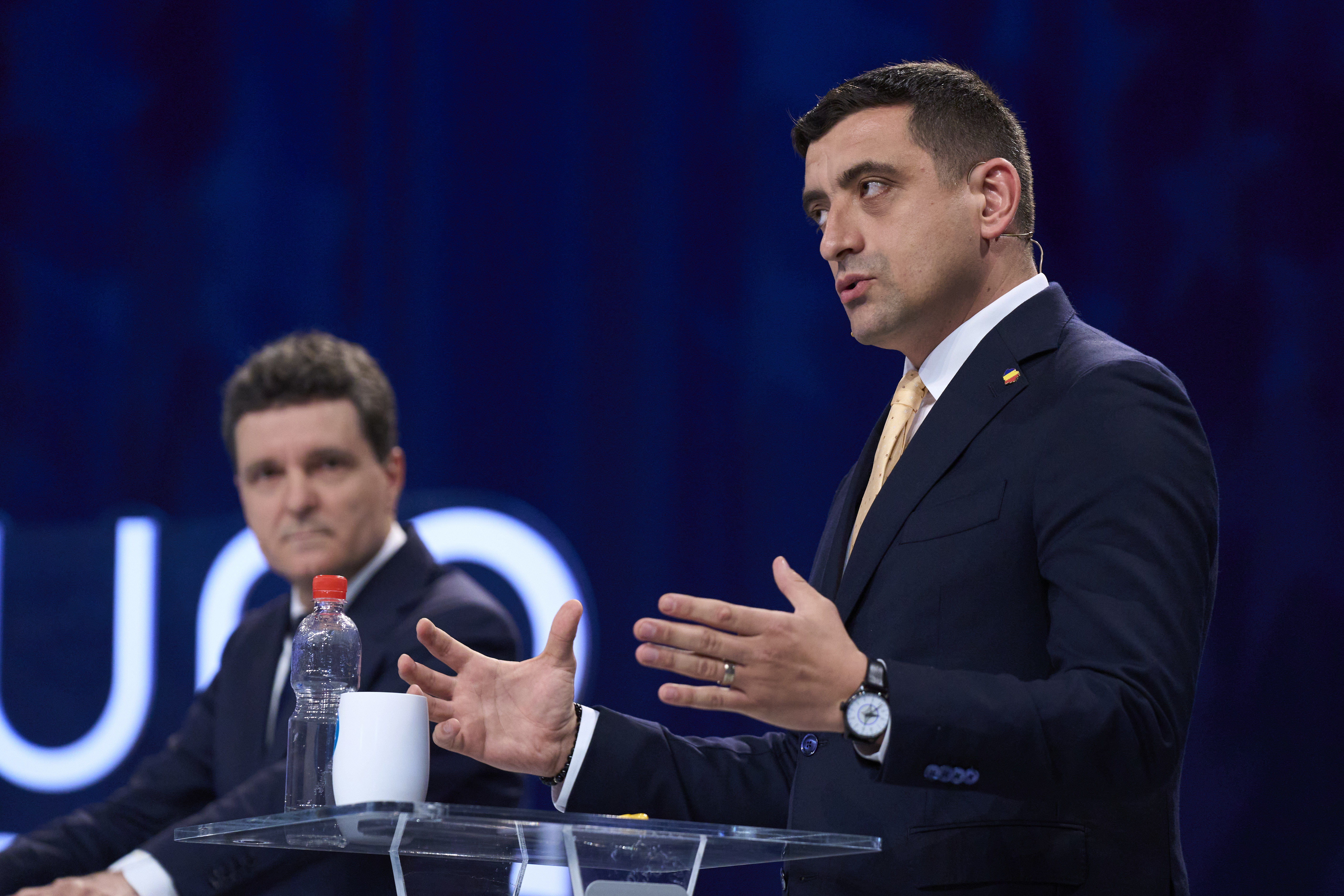
Simion egy televíziós vita során Nicușor Dannal, 2025. május 8

A 2025 májusi romániai elnökválasztás első fordulójában a szavazatok több mint 40,9 százalékával Simion végzett az élen. A második fordulóba jutott még Nicușor Dan bukaresti főpolgármester.

## Magyar vonatkozások
Az elnökválasztási kampányban Simion korábbi, magyarellenesnek tartott megszólalásai dacára békülékeny hangot ütött meg mind a magyarság felé. Az RMDSZ-t komoly politikai partnernek nevezte, és kijelentette, hogy sok tekintetben Orbán Viktor lépéseit szeretné követni.
Orbán Viktor május 9-én Tihanyban Simion szavaira reagálva kijelentette: egyetért Simionnal abban, hogy most a nemzetek Európájának, a keresztény Európának van itt az ideje. Hozzátette: „Történelmi sorsközösségben élünk a románokkal. Nem szólunk bele a most folyó román elnökválasztási küzdelembe, de annyit üzenünk innen, a Kárpát-medence közepéről, e szimbolikus helyről, hogy biztosítjuk Románia népét és jövendő elnökét, hogy mi az összefogás és az együttműködés talaján állunk, ezért semmilyen elszigetelést, politikai retorziót nem fogunk támogatni Romániával és annak vezetőivel szemben. Mind a magyarok, mind a románok teljes jogú tagjai az Európai Uniónak és azok is maradnak. A kereszténységért és a szuverenitásért folytatott küzdelemben számítanunk kell egymásra.” Simion megköszönte Orbánnak az üzenetét, és kijelentette, együtt nyerik meg a harcot.
Kelemen Hunor, az RMDSZ elnöke ugyanakkor kijelentette: „George Simion magyarellenes. Simion nem a magyarok barátja, nem is lesz a magyarok barátja”. Arra kérte a romániai magyarokat, hogy Simion ellenfelére, Nicușor Dan bukaresti főpolgármesterre szavazzanak május 18-án, a romániai elnökválasztás második fordulóján. Hozzátette: „Simion minden porcikájában azt az elvet képviseli, hogy Romániában a magyaroknak nincs helye. Támadja a székely zászlót, a magyar zászlót, az anyanyelvhasználatot, a magyar iskolákat. Nem szabad elfelejteni, hogy Simion az Úz völgyében nagyapáink sírjain táncolt, és perek százaival támadja anyanyelvünket, zászlóinkat, szimbólumainkat.”
Orbán Viktor és Kelemen Hunor ezután, május 10-én telefonon egyeztetett. Orbán erről azt posztolta Facebook-oldalán, hogy egyértelművé tette: Magyarországról semmilyen módon nem kívánjuk befolyásolni a romániai elnökválasztást. A magyar kormány meghatározónak tekinti az RMDSZ álláspontját, nemzetpolitikai kérdésekben pedig „az erdélyi magyarság érdeke az iránymutató”. „Románia mindenkori vezetőivel azon dolgozunk, hogy az erdélyi magyarság életét és megmaradását előre mozdítsuk”. A beszélgetésről Kelemen Hunor is posztolt, megismételve Orbán szavait.